# Scindapsus subcordatus
Scindapsus subcordatus är en kallaväxtart som beskrevs av Adolf Engler och Kurt Krause. Scindapsus subcordatus ingår i släktet Scindapsus och familjen kallaväxter.
Artens utbredningsområde är Papua Nya Guinea. Inga underarter finns listade.